# マーク・プライアー
マーク・ウィリアム・プライアー（Mark William Prior, 1980年9月7日 - ）はカリフォルニア州サンディエゴ出身の元プロ野球選手（投手）。右投右打。現在は、MLBのロサンゼルス・ドジャースの投手コーチを務める。

## 経歴

### プロ入り前
1998年のMLBドラフト1巡目（全体43位）でニューヨーク・ヤンキースから指名されたが、契約せずにヴァンダービルト大学へ進学した。
2年次に移った南カリフォルニア大学在学中に全米の大学野球最高の選手に与えられるゴールデンスパイク賞、ベースボールアメリカ・カレッジ年間最優秀選手賞、ディック・ハウザー・トロフィー、ロータリー・スミス賞などを受賞した。

### プロ入りとカブス時代
2001年のMLBドラフト1巡目（全体2位）でシカゴ・カブスから指名を受け、破格の契約金1050万ドルで入団した。この金額は2009年にスティーブン・ストラスバーグがワシントン・ナショナルズと1500万ドルで契約するまで史上最高であった。なお、この年の全体1位はミネソタ・ツインズのジョー・マウアーである。
マイナーリーグでの経験を短期間で終え、2002年5月22日にメジャーデビューを果たした。メジャー1年目は19試合に先発登板しそのうち6試合で2桁の三振を奪った。116.2回を投げ147三振、6勝6敗の成績で終え、新人王の投票で7位だった。
。
2003年には、18勝(リーグ2位タイ)・6敗・防御率2.43(同3位)・245奪三振(同2位)・K/BB 4.9(同2位)などの好成績で、サイ・ヤング賞の投票ではエリック・ガニエ、ジェイソン・シュミットに次ぐ3位だった。同シーズン中にアトランタ・ブレーブスのマーカス・ジャイルズとの接触プレーのため、2003年のMLBオールスターゲームの欠場を余儀なくされる。怪我から復帰後は10勝1敗の好成績を残し、カブスをプレーオフに導く。
その後のディビジョンシリーズではブレーブスを下し、フロリダ・マーリンズとのリーグチャンピオンシップシリーズに出場。彼が先発した第6戦で、8回表まで無失点と好投して1945年以来のワールドシリーズ出場までアウト5つまで迫りながら、ファンの守備妨害をきっかけとして形勢が逆転し、マーリンズの逆転を許す。

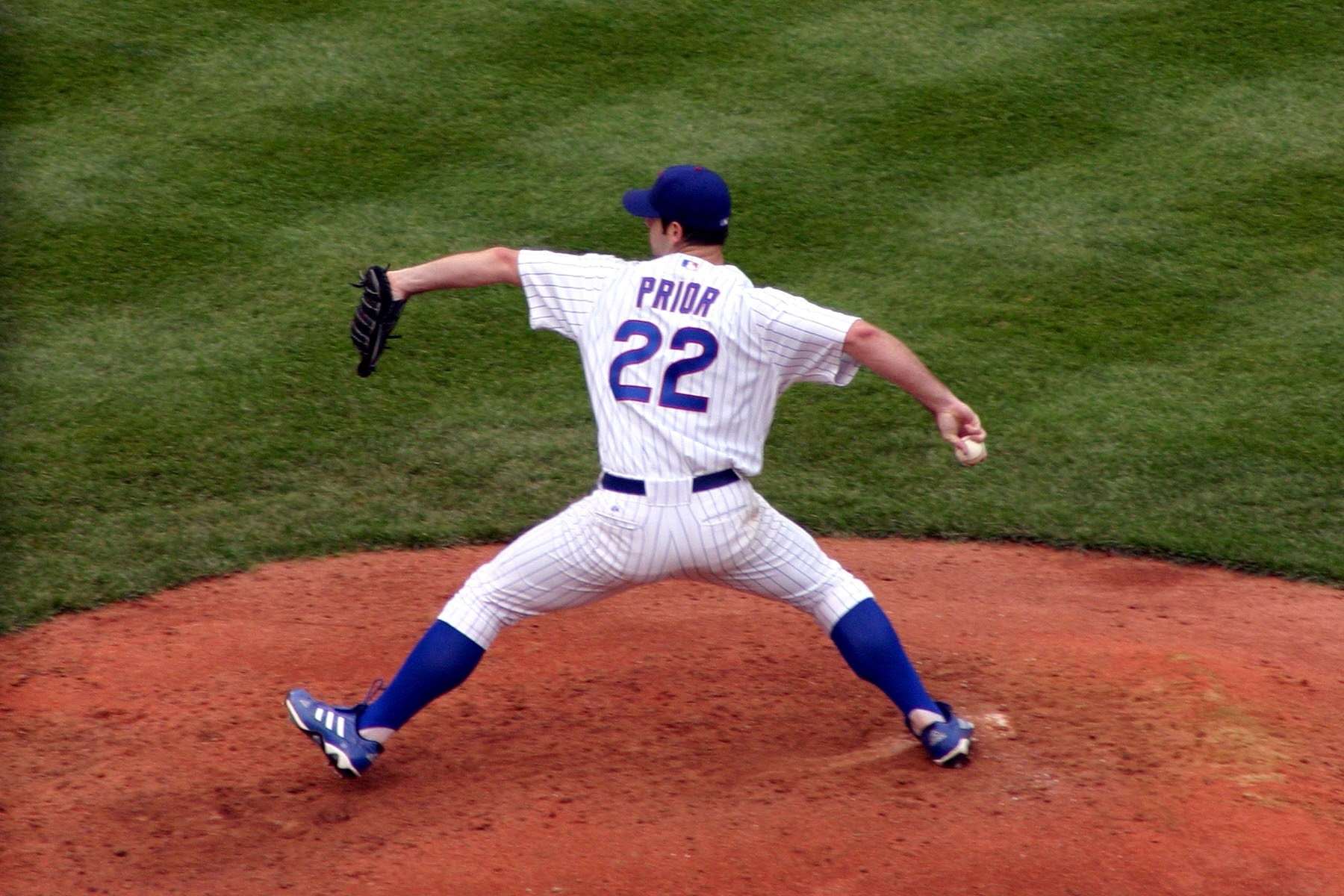
2004年7月30日

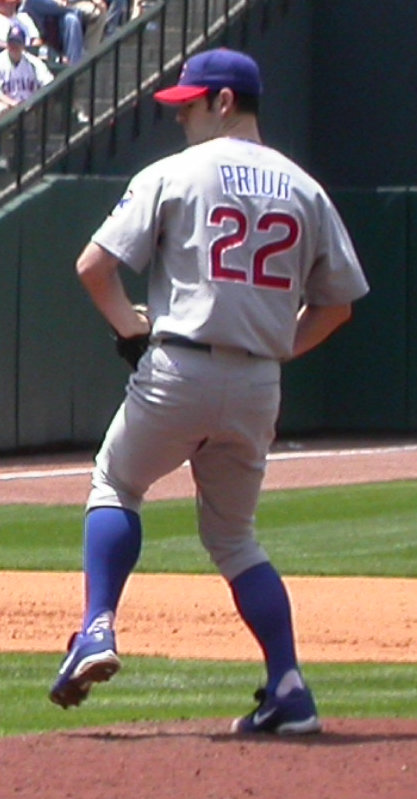
2005年5月1日

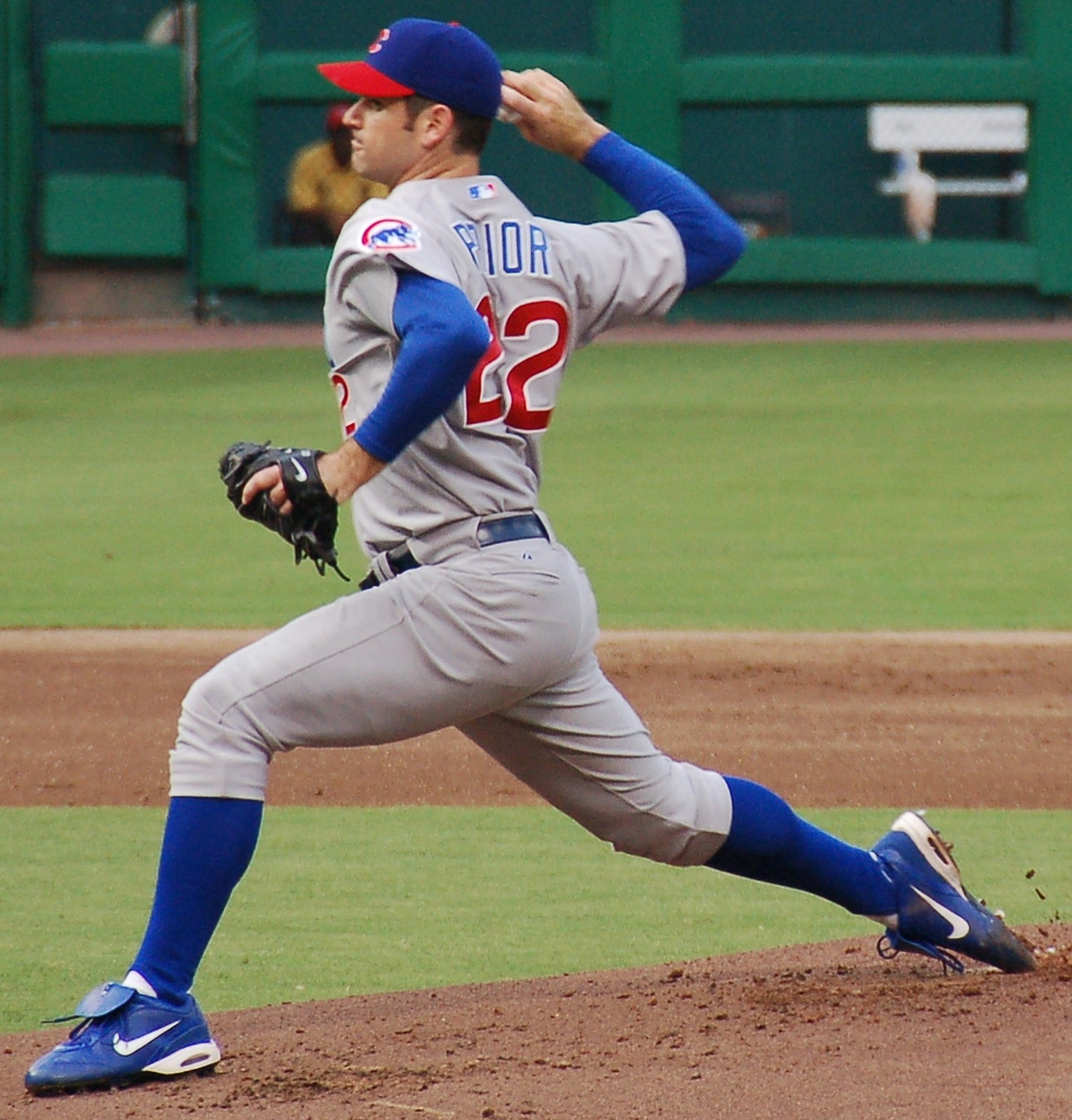
2006年7月21日

2004年のシーズンは最初の2か月間にわたってアキレス腱と肘痛のため故障者リストに入る。肘の故障に関して肘の腱の再生手術（トミー・ジョン手術）が必要との憶測が一部で流れていたが、カブス側、プライアー双方とも否定していた。
2005年5月27日のコロラド・ロッキーズ戦でブラッド・ホープのピッチャーライナーを右肘に受け骨折したため、約1ヶ月欠場した。
2006年には肘痛が再発したため、わずか9試合の登板に終わり、1勝6敗、防御率7.21という自己最悪となる成績でシーズンを終えた。
2007年シーズン開幕前にはカブスと1年の契約延長を結び、再起が期待されたが、開幕前にマイナー落ちが告げられた。そして、4月にメジャーデビュー以来初となる手術を受け、2007年シーズンはメジャーに上がることなく終わることになった。オフにFAとなった。

### カブス退団後
2007年12月26日にサンディエゴ・パドレスと1年契約を結んだ。
2008年は登板なし。2009年1月13日、パドレスとマイナー契約で再契約するも、やはり登板はなかった。
2010年はまず、独立リーグ・ゴールデンベースボールリーグのオレンジカウンティ・フライヤーズでプレーした。9月4日にテキサス・レンジャーズとマイナー契約を結んだが、傘下のAAA級オクラホマシティ・レッドホークスで1試合に登板したのみで、メジャー昇格には至らなかった。この年所属した2球団合計では12回を投げ24奪三振を記録しており、投げれば相変わらずの奪三振率を誇っている。12月15日にヤンキースとマイナー契約を結んだ。
2011年もメジャー昇格できず、11月2日にFAとなった。
2012年はボストン・レッドソックス傘下のAAA級ポータケット・レッドソックスでプレーした。
2013年3月1日にシンシナティ・レッズとマイナー契約を結んだ。開幕から傘下のAAA級ルイビル・バッツでプレーしていたが、6月28日に自由契約となった。12月に現役引退を表明した。

### 引退後
引退後はパドレス傘下のマイナーで投手コーディネーターを務め、2018年シーズンからはロサンゼルス・ドジャースのブルペンコーチを務める。2020年シーズンからは投手コーチに転任となる。

## 選手としての特徴
- 90mph後半（約160km/h）の速球や変化球をコーナーにコントロールする力を持っており、その才能からネクスト・ロジャー・クレメンスと呼ばれた。
- 平均球速94mph（約151km/h）前後、最速99mph（約159km/h）を誇る打者の手元で非常によく伸びるフォーシームのライジング・ファストボールを、非常にコンパクトな投球動作のおかげでホームプレートの両サイドにコントロール良く投げることができる[8]。カーブはリリースの角度が大抵の投手よりも低いため、より鋭い回転があり、曲がりの大きさやスピードをコントロールすることもできた[8]。
- 打撃成績では5シーズン通算で打率.201（204打数41安打）、10二塁手、1本塁打、22犠打などを記録した。

## 詳細情報

### 年度別投手成績
| 年 度    | 球 団    | 登 板 | 先 発 | 完 投 | 完 封 | 無 四 球 | 勝 利 | 敗 戦 | セ 丨 ブ | ホ 丨 ル ド | 勝 率 | 打 者 | 投 球 回 | 被 安 打 | 被 本 塁 打 | 与 四 球 | 敬 遠 | 与 死 球 | 奪 三 振 | 暴 投 | ボ 丨 ク | 失 点 | 自 責 点 | 防 御 率 | W H I P |
| -------- | -------- | ----- | ----- | ----- | ----- | -------- | ----- | ----- | -------- | ----------- | ----- | ----- | -------- | -------- | ----------- | -------- | ----- | -------- | -------- | ----- | -------- | ----- | -------- | -------- | ------- |
| 2002     | CHC      | 19    | 19    | 1     | 0     | 0        | 6     | 6     | 0        | 0           | .500  | 486   | 116.2    | 98       | 14          | 38       | 0     | 7        | 147      | 1     | 0        | 45    | 43       | 3.32     | 1.17    |
| 2003     | CHC      | 30    | 30    | 3     | 1     | 1        | 18    | 6     | 0        | 0           | .750  | 863   | 211.1    | 183      | 15          | 50       | 4     | 9        | 245      | 9     | 0        | 67    | 57       | 2.43     | 1.10    |
| 2004     | CHC      | 21    | 21    | 0     | 0     | 0        | 6     | 4     | 0        | 0           | .600  | 510   | 118.2    | 112      | 14          | 48       | 2     | 3        | 139      | 2     | 1        | 53    | 53       | 4.02     | 1.35    |
| 2005     | CHC      | 27    | 27    | 1     | 0     | 0        | 11    | 7     | 0        | 0           | .611  | 701   | 166.2    | 143      | 25          | 59       | 2     | 4        | 188      | 4     | 1        | 73    | 68       | 3.67     | 1.21    |
| 2006     | CHC      | 9     | 9     | 0     | 0     | 0        | 1     | 6     | 0        | 0           | .143  | 211   | 43.2     | 46       | 9           | 28       | 2     | 8        | 38       | 5     | 0        | 39    | 35       | 7.21     | 1.69    |
| MLB：5年 | MLB：5年 | 106   | 106   | 5     | 1     | 1        | 42    | 29    | 0        | 0           | .592  | 2771  | 657.0    | 582      | 77          | 223      | 10    | 31       | 757      | 21    | 2        | 277   | 256      | 3.51     | 1.23    |

### 年度別守備成績
| 年 度 | 球 団 | 投手（P） | 投手（P） | 投手（P） | 投手（P） | 投手（P） | 投手（P） |
| 年 度 | 球 団 | 試 合     | 刺 殺     | 補 殺     | 失 策     | 併 殺     | 守 備 率  |
| ----- | ----- | --------- | --------- | --------- | --------- | --------- | --------- |
| 2002  | CHC   | 19        | 1         | 8         | 0         | 0         | 1.000     |
| 2003  | CHC   | 30        | 8         | 12        | 3         | 0         | .870      |
| 2004  | CHC   | 21        | 4         | 18        | 0         | 3         | 1.000     |
| 2005  | CHC   | 27        | 9         | 9         | 1         | 0         | .947      |
| 2006  | CHC   | 9         | 3         | 5         | 2         | 1         | .800      |
| MLB   | MLB   | 106       | 25        | 52        | 6         | 4         | .928      |

### 表彰
- 月間最優秀投手：2回（2003年8月・9月）

### 記録
- MLBオールスターゲーム選出：1回（2003年）

### 背番号
- 22（2002年 - 2006年）
- 23（2018年 - 2020年）
- 99（2021年 - 2023年、2025年 - ）
- 92（2024年）